# Francisco I. Madero 1ra. Sección, Centro
Francisco I. Madero 1ra. Sección är en ort i Mexiko.   Den ligger i kommunen Centro och delstaten Tabasco, i den sydöstra delen av landet, 700 km öster om huvudstaden Mexico City. Francisco I. Madero 1ra. Sección ligger 7 meter över havet och antalet invånare är 886.
Terrängen runt Francisco I. Madero 1ra. Sección är mycket platt. Runt Francisco I. Madero 1ra. Sección är det tätbefolkat, med 442 invånare per kvadratkilometer. Närmaste större samhälle är Villahermosa, 16,9 km sydväst om Francisco I. Madero 1ra. Sección. Trakten runt Francisco I. Madero 1ra. Sección består till största delen av jordbruksmark.